# ناتیا برونکهورست
ناتیا برونکهورست (آلمانی: Natja Brunckhorst؛ زادهٔ ۲۶ سپتامبر ۱۹۶۶) هنرپیشه اهل آلمان است. او در چهارده‌سالگی با فیلم کریستیانه اف. – ما بچه‌های ایستگاه باغ‌وحش به شهرت رسید. از دیگر فیلم‌هایی که در آنها نقش داشته می‌توان به پرنسس و سلحشور و کوئرله اشاره کرد.